# 和田竜光
和田 竜光（わだ たつみつ、1988年11月16日 - ）は、日本の男性総合格闘家。山梨県南アルプス市出身。第2代、第4代DEEPフライ級王者。

## 来歴
幼い頃から父親の道場で極真空手を経験し、中学校では漫画SLAM DUNKの影響でバスケットボールを経験、甲府工業高校時代は強さを追求するために柔道を経験し、山梨県大会60kg級で準優勝している。空手では極真空手中部地区大会で優勝の経験がある。桜庭和志や山本"KID"徳郁に憧れて高校卒業後に総合格闘技を始めた。
2008年3月29日、CLUB DEEP TOKYO in 新宿FACEで宮下トモヤと対戦し、相討ちの形でダウンし、追撃のパウンドでTKO負け。プロデビュー戦は黒星となり、デビュー以降4連敗を喫す。
2011年8月27日、DEEP 55 IMPACTでDJ.taikiと対戦し、判定勝ちを収めた。
2011年10月、右手の手術を受けた。
2012年4月7日、DEEP CAGE IMPACT 2012 in TOKYOで大塚隆史と対戦し、判定勝ち。
2012年8月18日、DEEP 59 IMPACTでDEEPバンタム級王者前田吉朗に挑戦し、善戦するも3Rにチョークスリーパーで一本負けを喫し王座獲得に失敗した。
2013年4月26日、DEEP 62 IMPACTのフライ級時期挑戦者決定戦で中村優作と対戦し、右フックでKO勝ち。王座挑戦権を獲得した。
2013年8月26日、DEEP 63 IMPACTのフライ級タイトルマッチで王者元谷友貴に挑戦し、判定勝ち。第2代DEEPフライ級王者となる。
2014年8月23日、DEEP 68 IMPACTのDEEPフライ級タイトルマッチで元谷友貴と対戦し、チョークスリーパーで一本負け。初防衛に失敗し王座陥落した。
2016年6月26日、DEEP 76 IMPACTのDEEPフライ級王座決定戦で柴田MONKY有哉と対戦し、判定勝ち。第4代DEEPフライ級王者となる。

## 戦績

### プロ総合格闘技
| 総合格闘技 戦績 | 総合格闘技 戦績 | 総合格闘技 戦績 | 総合格闘技 戦績 | 総合格闘技 戦績 | 総合格闘技 戦績 | 総合格闘技 戦績 |
| --------------- | --------------- | --------------- | --------------- | --------------- | --------------- | --------------- |
| 43 試合         | (T)KO           | 一本            | 判定            | その他          | 引き分け        | 無効試合        |
| 26 勝           | 5               | 6               | 15              | 0               | 2               | 1               |
| 14 敗           | 1               | 3               | 10              | 0               | 2               | 1               |

| 勝敗 | 対戦相手                     | 試合結果                             | 大会名                                                                   | 開催年月日     |
| ×    | アバズベク・ホルミルザエフ   | 5分3R終了 判定0-3                    | ONE Friday Fights 116                                                    | 2025年7月18日  |
| ×    | サンジャル・ザキロフ         | 5分3R終了 判定0-3                    | ONE Fight Night 27                                                       | 2025年1月11日  |
| ○    | シェ・ウェイ                 | 5分3R終了 判定3-0                    | ONE Fight Night 23: Ok vs. Rasulov                                       | 2024年7月5日   |
| ○    | アーネスト・モンティーリャ   | 1R 1:52 リアネイキッドチョーク       | ONE FridayFights9                                                        | 2023年3月17日  |
| ×    | カイラット・アクメトフ       | 5分3R終了 判定0-3                    | ONE 158: Tawanchai Vs. Larsen                                            | 2022年6月3日   |
| ○    | ワン・シュオ                 | 5分3R終了 判定3-0                    | ONE Championship: Only the Brave                                         | 2022年1月28日  |
| ○    | 竹中大地                     | 5分3R終了 判定2-1                    | Road to ONE: 5th Sexyama Edition                                         | 2021年10月5日  |
| ×    | ヨッカイカー・フェアテックス | 5分3R終了 判定1-2                    | ONE Championship: Collision Course                                       | 2020年12月18日 |
| ○    | イヴァニルド・デルフィノ     | 5分3R終了 判定3-0                    | ONE Championship: Fire and Fury                                          | 2020年1月31日  |
| ×    | デメトリアス・ジョンソン     | 5分3R終了 判定0-3                    | ONE Championship: Dawn of Heroes 【ONEフライ級ワールドグランプリ準決勝】 | 2019年8月2日   |
| ○    | グスタボ・バラート           | 5分3R終了 判定3-0                    | ONE Championship: Roots of Honor 【ONEフライ級ワールドグランプリ一回戦】 | 2019年4月12日  |
| ×    | ダニー・キンガッド           | 5分3R終了 判定1-2                    | ONE Championship: Hero's Ascent                                          | 2019年1月25日  |
| ○    | ユージーン・トケーロ         | 1R 0:52 リアネイキドチョーク         | ONE Championship: Warrior's Dream                                        | 2018年11月17日 |
| ×    | リース・マクラーレン         | 5分3R終了 判定1-2                    | ONE Championship: Battle for the Heavens                                 | 2018年7月7日   |
| ○    | 神龍誠                       | 5分3R終了 判定5-0                    | DEEP 83 IMPACT 【DEEPフライ級タイトルマッチ】                            | 2018年4月28日  |
| ○    | ランボー宏輔                 | 2R 4:50 チョークスリーパー           | DEEP 79 IMPACT                                                           | 2017年9月16日  |
| ○    | カイ・カラ＝フランス         | 5分3R終了 判定3-0                    | RIZIN FIGHTING WORLD GRAND-PRIX 2016 無差別級トーナメント 2nd ROUND      | 2016年12月29日 |
| ○    | 柴田"MONKEY"有哉             | 5分3R終了 判定5-0                    | DEEP 76 IMPACT 【DEEPフライ級王座決定戦】                                | 2016年6月26日  |
| ○    | ユ・ゼナム                   | 2R 4:03 TKO（レフェリーストップ）    | DEEP 75 IMPACT                                                           | 2016年2月27日  |
| ○    | ソ・ジェヒョン               | 1R 4:13 TKO（サッカーボールキック）  | DEEP CAGE IMPACT2015                                                     | 2015年8月29日  |
| ○    | キム・ギュファ               | 3R 2:24 TKO（タオル投入）            | DEEP 72 IMPACT                                                           | 2015年5月16日  |
| ○    | 神酒龍一                     | 3R 2:07 リアネイキドチョーク         | DEEP DREAM IMPACT 2014                                                   | 2014年12月31日 |
| ×    | 元谷友貴                     | 2R 4:15 リアネイキドチョーク         | DEEP 68 IMPACT 【DEEPフライ級タイトルマッチ】                            | 2014年8月23日  |
| ○    | 越智晴雄                     | 5分3R終了 判定3-0                    | DEEP 64 IMPACT                                                           | 2013年12月22日 |
| ○    | 元谷友貴                     | 5分3R終了 判定4-1                    | DEEP 63 IMPACT 【DEEPフライ級タイトルマッチ】                            | 2013年8月25日  |
| ○    | 中村優作                     | 1R 2:10 KO（右フック）               | DEEP 62 IMPACT                                                           | 2013年4月26日  |
| △    | 中村優作                     | 5分2R終了 判定1-0                    | DEEP CAGE IMPACT 2012 in TOKYO 2nd ROUND                                 | 2012年12月8日  |
| ×    | 前田吉朗                     | 3R 2:32 リアネイキドチョーク         | DEEP 59 IMPACT 【DEEPバンタム級タイトルマッチ】                          | 2012年8月18日  |
| ○    | 大塚隆史                     | 5分3R終了 判定2-0                    | DEEP CAGE IMPACT 2012 in TOKYO 〜OVER AGAIN〜                            | 2012年4月7日   |
| ○    | DJ.taiki                     | 5分3R終了 判定2-0                    | DEEP 55 IMPACT                                                           | 2011年8月27日  |
| ○    | 原田ヨシキ                   | 5分2R終了 判定3-0                    | DEEP 53 IMPACT                                                           | 2011年4月22日  |
| ○    | 粕谷栄                       | 5分2R終了 判定3-0                    | DEEP 52 IMPACT                                                           | 2011年2月25日  |
| ○    | 沼尻健                       | 2R 2:43 TKO（パウンド）              | DEEP 51 IMPACT                                                           | 2010年12月11日 |
| ×    | 中村"アイアン"浩士           | 5分2R終了 判定0-3                    | DEEP 50 IMPACT 〜10年目の奇跡〜                                          | 2010年10月24日 |
| ○    | 小林聖人                     | 1R 4:08 チョークスリーパー           | DEEP 49 IMPACT                                                           | 2010年8月27日  |
| △    | 藤原敬典                     | 5分2R終了 時間切れドロー             | ZST BATTLE HAZARD 04                                                     | 2010年7月3日   |
| ○    | 薩摩竜仁                     | 5分2R終了 判定3-0                    | club DEEP                                                                | 2010年5月23日  |
| -    | RYOTA                        | ノーコンテスト（和田の偶発的な反則） | キングダムエルガイツ 10周年記念興行                                      | 2009年8月5日   |
| ○    | 土田達也                     | 1R 2:40 チョークスリーパー           | DEEP 42 IMPACT                                                           | 2009年6月30日  |
| ×    | 赤尾セイジ                   | 5分2R終了 判定0-3                    | DEEP PROTECT IMAPACT 2008                                                | 2008年12月22日 |
| ×    | 稲津航                       | 1R 0:46 アンクルホールド             | ZST BATTLE HAZARD 03                                                     | 2008年8月24日  |
| ×    | 赤尾セイジ                   | 5R2R終了 判定0-2                     | club DEEP in Nagoya MB3z IMPACT 「ALL STAND UP!!」                       | 2008年6月29日  |
| ×    | 宮下トモヤ                   | 2R 2:10 TKO（グラウンドパンチ）      | CLUB DEEP TOKYO in 新宿FACE                                              | 2008年3月29日  |

### アマチュア総合格闘技
| 勝敗 | 対戦相手   | 試合結果                 | 大会名                                                  | 開催年月日    |
| ×    | 赤尾セイジ | 5分1R終了 判定1-2        | club DEEP 東京 & フューチャーキングトーナメント全国大会 | 2008年1月14日 |
| ○    | 鈴木智仁   | 2R 0:42 フロントチョーク | 八景フリーファイト 9                                    | 2007年7月21日 |
| ○    | 木原智     | 1R 0:45 フロントチョーク | 八景フリーファイト 9                                    | 2007年7月21日 |

## 獲得タイトル
- 第2代DEEPフライ級王座（2013年）
- 第4代DEEPフライ級王座（2016年）